# Mistrovství Asie ve fotbale
Mistrovství Asie ve fotbale (nebo také Asijský pohár) je fotbalovou soutěží, kterou pořádá asociace Asian Football Confederation každý čtvrtý rok, od roku 1956. Výjimkou bylo Mistrovství Asie ve fotbale 2007, konající se tři roky po posledním mistrovství, kvůli termínu pořádání Letních olympijských her 2008. Další mistrovství se již konají pravidelně jednou za čtyři roky.

## Výsledky jednotlivých ročníků
| Ročník       | Hostitel                           | Finále         | Finále                        | Finále         | O 3. místo         | O 3. místo                    | O 3. místo         |
| Ročník       | Hostitel                           | Vítěz          | Skóre                         | 2. místo       | 3. místo           | Skóre                         | 4. místo           |
| ------------ | ---------------------------------- | -------------- | ----------------------------- | -------------- | ------------------ | ----------------------------- | ------------------ |
| 1956 Detaily | Hongkong                           | Jižní Korea    | [ pozn. 1 ]                   | Izrael         | Hongkong           | [ pozn. 1 ]                   | Jižní Vietnam      |
| 1960 Detaily | Jižní Korea                        | Jižní Korea    | [ pozn. 1 ]                   | Izrael         | Tchaj-wan          | [ pozn. 1 ]                   | Jižní Vietnam      |
| 1964 Detaily | Izrael                             | Izrael         | [ pozn. 1 ]                   | Indie          | Jižní Korea        | [ pozn. 1 ]                   | Hongkong           |
| 1968 Detaily | Írán                               | Írán           | [ pozn. 1 ]                   | Myanmar        | Izrael             | [ pozn. 1 ]                   | Tchaj-wan          |
| 1972 Detaily | Thajsko                            | Írán           | 2–1 po prodloužení            | Jižní Korea    | Thajsko            | 2–2 po prodloužení (5–3) pen. | Kambodža           |
| 1976 Detaily | Írán                               | Írán           | 1–0                           | Kuvajt         | Čína               | 1–0                           | Irák               |
| 1980 Detaily | Kuvajt                             | Kuvajt         | 3–0                           | Jižní Korea    | Írán               | 3–0                           | Severní Korea      |
| 1984 Detaily | Singapur                           | Saúdská Arábie | 2–0                           | Čína           | Kuvajt             | 1–1 (5–3) pen.                | Írán               |
| 1988 Detaily | Katar                              | Saúdská Arábie | 0–0 po prodloužení (4–3) pen. | Jižní Korea    | Írán               | 0–0 po prodloužení (3–0) pen. | Čína               |
| 1992 Detaily | Japonsko                           | Japonsko       | 1–0                           | Saúdská Arábie | Čína               | 1–1 (4–3) pen.                | SAE                |
| 1996 Detaily | Spojené arabské emiráty            | Saúdská Arábie | 0–0 po prodloužení (4–2) pen. | SAE            | Írán               | 1–1 (3–2) pen.                | Kuvajt             |
| 2000 Detaily | Libanon                            | Japonsko       | 1–0                           | Saúdská Arábie | Jižní Korea        | 1–0                           | Čína               |
| 2004 Detaily | Čína                               | Japonsko       | 3–1                           | Čína           | Írán               | 4–2                           | Bahrajn            |
| 2007 Detaily | Indonésie Malajsie Thajsko Vietnam | Irák           | 1–0                           | Saúdská Arábie | Jižní Korea        | 0–0 po prodloužení (6–5) pen. | Japonsko           |
| 2011 Detaily | Katar                              | Japonsko       | 1–0                           | Austrálie      | Jižní Korea        | 3–2                           | Uzbekistán         |
| 2015 Detaily | Austrálie                          | Austrálie      | 2–1 po prodloužení            | Jižní Korea    | SAE                | 3–2                           | Irák               |
| 2019 Detaily | Spojené arabské emiráty            | Katar          | 3–1                           | Japonsko       | Írán a SAE         | Írán a SAE                    | Írán a SAE         |
| 2023 Detaily | Katar                              | Katar          | 3–1                           | Jordánsko      | Jižní Korea a Írán | Jižní Korea a Írán            | Jižní Korea a Írán |
| 2027 Detaily | Saúdská Arábie                     |                |                               |                |                    |                               |                    |

## Nejúspěšnější týmy

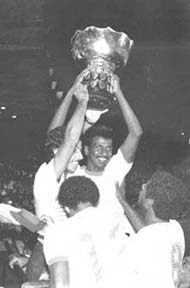
Saúdský fotbalista Majed Abdullah s Asijským pohárem 1984

| Tým            | Vítěz                       | 2. místo                   | 3. místo                   | 4. místo       |
| -------------- | --------------------------- | -------------------------- | -------------------------- | -------------- |
| Japonsko       | 4 (1992*, 2000, 2004, 2011) | 1 (2019)                   | -                          | 1 (2007)       |
| Saúdská Arábie | 3 (1984, 1988, 1996)        | 3 (1992, 2000, 2007)       | -                          |                |
| Írán           | 3 (1968*, 1972, 1976*)      | -                          | 4 (1980, 1988, 1996, 2004) | 1 (1984)       |
| Jižní Korea    | 2 (1956, 1960*)             | 4 (1972, 1980, 1988, 2015) | 4 (1964, 2000, 2007, 2011) | -              |
| Kuvajt         | 1 (1980*)                   | 1 (1976)                   | 1 (1984)                   | 1 (1996)       |
| Irák           | 1 (2007)                    | -                          | -                          | 2 (1976, 2015) |
| Izrael         | 1 (1964*)                   | 2 (1956, 1960)             | 1 (1968)                   | -              |
| Austrálie      | 1 (2015*)                   | 1 (2011)                   | -                          | -              |
| Katar          | 2 (2019, 2023)              | -                          | -                          | -              |
| Čína           | -                           | 2 (1984, 2004*)            | 2 (1976, 1992)             | 2 (1988, 2000) |
| SAE            | -                           | 1 (1996*)                  | 1 (2015)                   | 1 (1992)       |
| Indie          | -                           | 1 (1964)                   | -                          | -              |
| Myanmar        | -                           | 1 (1968)                   | -                          | -              |
| Jordánsko      |                             | 1 (2023)                   |                            |                |
| Tchaj-wan      | -                           | -                          | 1 (1960)                   | 1 (1968)       |
| Hongkong       | -                           | -                          | 1 (1956*)                  | 1 (1964)       |
| Thajsko        | -                           | -                          | 1 (1972*)                  | -              |
| Jižní Vietnam  | -                           | -                          | -                          | 2 (1956,1960)  |
| Bahrajn        | -                           | -                          | -                          | 1 (2004)       |
| Kambodža       | -                           | -                          | -                          | 1 (1972)       |
| Severní Korea  | -                           | -                          | -                          | 1 (1980)       |

* = jako hostitelé
# = Izrael byl vyloučen z AFC v 70. letech 20. století